# Адальберт (герцог Верхньої Лотарингії)
Адальберт I (фр. Adalbert de Lorraine, нім. Adalbert; бл. 1000 або 1020 — 11 листопада 1048) — герцог Верхньої Лотарингії в 1047—1048 роках, граф Лонгві, Меца і Шатенуа (як Адальберт III). Відомий також як «Адальберт Ельзаський» (фр. Adalbert d'Alsace).

## Життєпис
Походив з роду Матфридінгів, гілки Шатенуа (згодом знаний як Лотаринзький дім). Старший син Герхарда IV, графа Меца і Шатенуа, та Гізели (можливо, доньки або іншої родички Тьєррі I, герцога Верхньої Лотарингії). Вважається, що народився близько 1000 року, проте це ймовірно є помилкою, оскільки різниця у віці з другим за віком братом Герхардом становить за різними відомостями від 15 до 30 років. Найпевніше Адальберт народився близько 1020 року.
Про його діяльність відомо замало. Був вірним прихильником імператора Генріха III. Після смерті батька успадкував графства Мец, Шатенуа і Лонгві. У 1047 році імператор передав Адальберту герцогство Верхня Лотарингія. Проте він стикнувся з бажанням Годфріда II, колишнього герцога, повернути собі володіння. У 1048 році Адальберт I загинув у битві біля Туїна (Тюена). Верхню Лотарингію імператор передав його братові Герхарду.

## Родина
У 1960 році Сабольчде Ваджі на основі двох старовинних документів вирішив, що граф де Лонгви Адальберт був одружений з Клеменцією (донька графа Бернара Роже де Фуа), а їхніми дочками були Ет'енетта і Ермесінда. В даний час ця гіпотеза відкинута і вважається, що Клеменції не існувало.